# Israel Regardie
Francis Israel Regardie (17 novembre 1907 – 10 marzo 1985) è stato uno scrittore britannico, trascrittore e segretario personale di Aleister Crowley.
Regardie è conosciuto principalmente per i libri ed i commenti relativi alla Golden Dawn, della quale decise di rendere noti i rituali segreti appartenenti all'Ordine della «Stella matutina». Sebbene fortemente osteggiato per questa sua decisione, egli li pubblicò nei quattro volumi di The Golden Dawn (editi tra il 1937 e il 1940).

## Opere
- A Garden of Pomegranates (Il giardino dei melograni), 1932
- The Tree of Life (L'albero della vita), 1932
- My Rosicrucian Adventure, 1936
- The Art of True Healing (L'arte della vera guarigione), 1937
- The Golden Dawn, 1937-40 (4 voll.)
- The Middle Pillar (Il pilastro mediano), 1938
- The Philosopher's Stone, 1938
- The Romance of Metaphysics, 1945
- The Art and Meaning of Magic, 1964
- Be Yourself, the Art of Relaxation, 1965
- Twelve Steps to Spiritual Enlightenment, 1969
- The Eye in the Triangle, 1970
- Foundation of Practical Magic: an introduction to qabalistic, magical and meditative techniques, 1979